# Olli Miettinen
Pour les articles homonymes, voir Miettinen.
Olli Miettinen, né le 4 mars 1983, est un coureur cycliste finlandais, spécialiste  du cyclo-cross.

## Palmarès
- 2009-2010
  - 3e du championnat de Finlande de cyclo-cross
- 2012-2013
  - 3e du championnat de Finlande de cyclo-cross
- 2014-2015
  -  Champion de Finlande de cyclo-cross
- 2016-2017
  - 3e du championnat de Finlande de cyclo-cross